# 2017年伊拉克和庫爾德衝突
2017年伊拉克和库尔德冲突，也被称为基尔库克危机，是伊拉克政府重新夺回自2014年伊斯兰国在伊拉克北部发动进攻以来一直由佩什梅加控制的伊拉克争议领土的冲突。在9月25日库尔德地区独立公投引发紧张局势后，冲突于2017年10月15日开始。当佩什梅加无视一再提出的将基尔库克归还伊拉克政府军的警告时，伊拉克联邦政府和库尔德斯坦地区之间的紧张局势升级为冲突。冲突的一部分是基尔库克战役，当时伊拉克军队重新控制了该城市。
冲突的结果是，库尔德斯坦地区的部队撤出了他们所拥有的20%的领土。